# Helloween (EP)
Helloween je debitantski EP istoimenog njemačkog power metal sastava. EP je objavljen u travnju 1985. godine, a objavila ga je diskografska kuća Noise Records.
Iako je album više speed metal nego power metal, album je značajan kao prvi pokušaj grupe u stvaranju jedinstvenog power metal zvuka koji će kasnije redefinirati power metal žanr. Helloween je pri kraju iste godine objavio prvi studijski album, Walls of Jericho.

## Popis pjesama
| 1. | »Starlight« | 5:17 |
| 2. | »Murderer«  | 4:26 |
| 3. | »Warrior«   | 4:00 |

| B strana | B strana          | B strana | B strana | B strana | B strana | B strana | B strana | B strana | B strana |
| Br.      | Skladba           | Trajanje |          |          |          |          |          |          |          |
| -------- | ----------------- | -------- | -------- | -------- | -------- | -------- | -------- | -------- | -------- |
| 4.       | »Victim of Fate«  | 6:37     |          |          |          |          |          |          |          |
| 5.       | »Cry for Freedom« | 6:02     |          |          |          |          |          |          |          |
| 26:29    |                   |          |          |          |          |          |          |          |          |

## Zasluge
Helloween
- Kai Hansen – vokali, gitara
- Michael Weikath – gitara
- Markus Grosskopf – bas-gitara
- Ingo Schwichtenberg – bubnjevi

Dodatni glazbenici
- Harris Johns - đavolji smijeh (na pjesmi 4)

Ostalo osoblje
- Uwe Karczewski - omot albuma
- Harris "I Don't Know" Johns - inženjer zvuka, miksanje